# Trubciîn, Borșciv
Trubciîn (în ucraineană Трубчин) este un sat în comuna Vîhoda din raionul Borșciv, regiunea Ternopil, Ucraina.

## Demografie
Componența lingvistică a localității Trubciîn
     Ucraineană (100%)
Conform recensământului din 2001, toată populația localității Trubciîn era vorbitoare de ucraineană (100%).